# 沙央くらま
沙央 くらま（さおう くらま、3月3日 - ）は、日本の女優。元宝塚歌劇団専科の男役スター。
東京都中野区、明星学園中学校出身。身長166cm。血液型O型。愛称は「コマ」。

## 来歴
1999年、宝塚音楽学校入学。
2001年、音楽学校卒業後、宝塚歌劇団に87期生として次席入団。宙組公演「ベルサイユのばら2001」で初舞台。その後、雪組に配属。
2002年、阪急阪神の初詣ポスターモデルに起用される。
2006年の「ベルサイユのばら」で新人公演初主演。オスカル役を演じる。
2007年、水夏希・白羽ゆりトップコンビ大劇場お披露目となる「エリザベート」で、2度目の新人公演主演。
2009年の「雪景色」（バウホール・日本青年館公演）で、バウホール・東上公演ダブル主演。早霧せいなと役替わりで6役を演じ分ける。
2013年3月1日付で月組へと組替え。
2014年12月28日付で専科へ異動となる。
専科異動後は、老若男女、幅広い役柄を演じる男役スターとして活躍したが、2018年2月11日、望海風斗・真彩希帆トップコンビ大劇場お披露目となる雪組「ひかりふる路／SUPER VOYAGER!」東京公演千秋楽をもって、宝塚歌劇団を退団。
退団後は舞台・映画・テレビ・ラジオへの出演の他に、美容のブランドプロデュースを手がけるなど多岐に渡って活動している。
2022年、俳優の大貫勇輔と前年に結婚していたことを公表。また今年に入ってから第一子となる男児を出産していたことも報告した。

## 人物
シェイクスピア・シアター出身の両親を持ち、幼い頃からピアノや絵画、歌唱など、芸術の英才教育を受けて育った。
実弟はオペラ歌手のTakayukiである。

## 宝塚歌劇団時代の主な舞台

### 初舞台
- 2001年4 - 5月、宙組『ベルサイユのばら2001-フェルゼンとマリー・アントワネット編-』（宝塚大劇場のみ）

### 雪組時代
- 2001年10月 - 2002年2月、『愛 燃える』新人公演：伍友（本役：音月桂）『Rose Gaeden』
- 2002年5月 - 9月、『追憶のバルセロナ』『ON THE 5th』
- 2003年1月 - 5月、『春麗の淡き光に』新人公演：碓井貞光（本役：音月桂）『Joyful!!』
- 2003年3月、バウホール『恋天狗』小天狗
- 2003年6月 - 7月、バウホール『アメリカン・パイ』ロバート
- 2003年8月 - 12月、『Romance de Paris』新人公演：ディミトリ（本役：音月桂）『レ・コラージュ』
- 2004年1月 - 2月、中日劇場『Romance de Paris』ラファエル『レ・コラージュ』
- 2004年11月 - 05年2月、『青い鳥を捜して』ミシェル、新人公演：ミルボン（本役：壮一帆）『タカラヅカ・ドリーム・キングダム』
- 2005年4月 - 5月、バウホール『さすらいの果てに』エドウィン中尉
- 2005年6月 - 10月、『霧のミラノ』レオナルド、新人公演：エルコレ（本役：壮一帆）『ワンダーランド』
- 2005年11月、全国ツアー『銀の狼』バチスタ『ワンダーランド』
- 2006年2月 - 5月、『ベルサイユのばら-オスカル編-』小公子／衛兵隊士、新人公演：オスカル・フランソワ・ド・ジャルジェ（本役：朝海ひかる） 新人公演初主演[7][8]
- 2006年7月、全国ツアー『ベルサイユのばら-オスカル編-』ジェローデル
- 2006年9月 - 12月『堕天使の涙』エミール、新人公演：エドモン（本役：壮一帆）『タランテラ!』
- 2007年2月 - 3月、バウホール『ノン ノン シュガー!!』J／ブルート
- 2007年5月 - 8月、『エリザベート』シュテファン、新人公演：トート（本役：水夏希） 新人公演主演[7]
- 2007年9月 - 10月、全国ツアー『星影の人』井上源三郎『joyful!!II』
- 2008年1月 - 3月、『君を愛してる-Je t'aime-』スカパン、新人公演：レオン神父（本役：未来優希）『ミロワール』
- 2008年5月 - 6月、バウホール『凍てついた明日』レイモンド
- 2008年8月 - 11月、『ソロモンの指輪』『マリポーサの花』イヴァン
- 2008年12月 - 09年1月、ドラマシティ・赤坂ACTシアター『カラマーゾフの兄弟』アレクセイ・カラマーゾフ
- 2009年3月 - 5月、『風の錦絵』『ZORRO 仮面のメサイア』ブレイブ・バッファロー
- 2009年7月 - 10月、『ロシアン・ブルー』ロジャー・ドリトル『RIO DE BRAVO!!（リオ デ ブラボー）』
- 2009年11月 - 12月、バウホール・日本青年館『雪景色』小四郎[注釈 1]／三五郎[注釈 1]／伊左次[注釈 1]／吉蔵[注釈 1]／伊予三郎忠嗣[注釈 1]／伊予四郎信嗣[注釈 1] バウ・東上W主演[10][8]
- 2010年2月 - 4月、『ソルフェリーノの夜明け』カルドナ／インナモラート『Carnevale（カルネヴァーレ）睡夢（すいむ）』
- 2010年6月 - 9月、『ロジェ』マキシム『ロック・オン!』
- 2010年10月 - 11月、ドラマシティ・日本青年館『はじめて愛した』クリッツィ
- 2011年1月 - 3月、『ロミオとジュリエット』乳母
- 2011年4月 - 5月、全国ツアー『黒い瞳』シヴァーブリン少尉『ロック・オン!』
- 2011年7月、梅田芸術劇場『ハウ・トゥー・サクシード』ギャッチ
- 2011年9月 - 11月、『仮面の男』サンマール『ROYAL STRAIGHT FLUSH!!』
- 2012年1月、バウホール『インフィニティ-限りなき世界-』
- 2012年3月、『ドン・カルロス』ティツィアーノ『Shining Rhythm!』
- 2012年7月 - 8月、梅田芸術劇場・博多座『フットルース』ウィラード
- 2012年10 - 12月、『JIN-仁-』 - 佐分利祐輔『GOLD SPARK!-この一瞬を永遠に-』
- 2013年2月、中日劇場『若き日の唄は忘れじ』島崎与之助『Shining Rhythm!』

### 月組時代
- 2013年5月、『ME AND MY GIRL』（梅田芸術劇場） - チャールズ・ヘザーセット[注釈 2]／セドリック・パーチェスター[注釈 2]
- 2013年7 - 10月、『ルパン-ARSÈNE LUPIN-』 - トニー・カーベット『Fantastic Energy!』
- 2013年11 - 12月、『JIN-仁-』 - 坂本龍馬『Fantastic Energy!』（全国ツアー）
- 2014年1月、『風と共に去りぬ』（梅田芸術劇場） - アシュレ・ウィルクス
- 2014年3 - 6月、『宝塚をどり』『明日への指針 -センチュリー号の航海日誌-』 - サイモン『TAKARAZUKA 花詩集100!!』 - 花の紳士A／マントの女／蘭の男A／スミレの青年
- 2014年7 - 8月、『宝塚をどり』『明日への指針-センチュリー号の航海日誌-』 - サイモン『TAKARAZUKA 花詩集100!!』（博多座）
- 2014年9 - 12月、『PUCK（パック）』 - ヘレン『CRYSTAL TAKARAZUKA-イメージの結晶-』

### 専科時代
- 2015年4 - 7月、月組『1789-バスティーユの恋人たち-』 - ジョルジュ・ジャック・ダントン
- 2015年8月、専科『オイディプス王』（バウホール） - 羊飼い
- 2016年1 - 3月、宙組『Shakespeare〜空に満つるは、尽きせぬ言の葉〜』 - リチャード・バーベッジ『HOT EYES!!』
- 2016年6 - 9月、月組『NOBUNAGA〈信長〉-下天の夢-』 - 覚慶『Forever LOVE!!』 初エトワール[1][8]
- 2017年7 - 10月、月組『All for One』 - モンパンシェ公爵夫人
- 2017年11 - 2018年2月、雪組『ひかりふる路（みち）〜革命家、マクシミリアン・ロベスピエール〜』 - カミーユ・デムーラン『SUPER VOYAGER!』 退団公演、エトワール[8]

### 出演イベント
- 2010年3月、彩吹真央ディナーショー『Thank you』[16]
- 2015年2 - 3月、沙央くらまディナーショー『SORRISO』 主演[17]
- 2015年10月、『SUPER GIFT! from Takarazuka stars』[注釈 3]
- 2017年2月、沙央くらまディナーショー『KURAMA』 主演[18]

## 宝塚歌劇団退団後の主な活動

### 舞台
- 2019年1 - 2月、『花の秘密』（赤坂レッドシアター） - モニカ[19]
- 2019年6 - 7月、『CLUB SEVEN ZERO II』（シアタークリエ・日本特殊陶業市民会館・ドラマシティ）[20]
- 2019年10 - 11月、『ラヴズ・レイバーズ・ロスト-恋の骨折り損-』（シアタークリエ・兵庫県立芸術文化センター・福岡市民会館・愛知県芸術劇場） - ロザライン[21]
- 2019年12月、『ELF The Musical』（品川プリンスホテル・ 森ノ宮ピロティホール） - ジョヴィ[22]
- 2020年12月、『I'll Be Home For Christmas〜クリスマスは家にいて〜』（浅草九劇）[15]
- 2021年1月、『星の飛行士』（サンシャイン劇場・ドラマシティ） - コンスエロ[23]
- 2023年3月、『鋼の錬金術師』（新歌舞伎座・日本青年館ホール） - ラスト[24]

### 映画
- 2019年7月、『Diner ダイナー』 - 雄澄華瑠[25]

### ラジオ
- 『ちょこっとやってーまーす!』（MBSラジオ、2018年4月8日 - 2020年4月19日）[26]
- 『沙央くらまのKURAMA de ナイト』（ラジオ日本、2018年5月3日 - 2020年6月25日）[26]

## 広告
- 2002年、阪急電鉄初詣ポスターモデル[5][6]

## 受賞歴
- 2013年、『宝塚歌劇団年度賞』 - 2012年度努力賞[27]